# Nikkoaspis formosana
Nikkoaspis formosana är en insektsart som först beskrevs av Takahashi 1930.  Nikkoaspis formosana ingår i släktet Nikkoaspis och familjen pansarsköldlöss. Inga underarter finns listade i Catalogue of Life.